# Dodo Marmarosa
Michael „Dodo“ Marmarosa (* 12. Dezember 1925 in Pittsburgh, Pennsylvania; † 17. September 2002 ebenda) war ein US-amerikanischer Jazz-Pianist.

## Leben
Marmarosa war ein musikalisches Wunderkind und hatte eine klassische Klavierausbildung, bevor er zum Jazz wechselte. Seinen Spitznamen Dodo bekam er schon als Kind wegen seines relativ großen Kopfes. Jazz brachte er sich nebenbei zusammen mit seinem Schulkameraden Erroll Garner bei. Er debütierte im Alter von fünfzehn Jahren als Mitglied des Johnnie „Scat“ Davis Orchestra. 1942 und 1943 arbeitete er mit Gene Krupa und Charlie Barnet, mit dessen Band er seine ersten Aufnahmen einspielte. Hier traf er auch erstmals auf Dizzy Gillespie und Charlie Parker, zentrale Vertreter des Bebop. Seine in klassischer Musik geschulte Virtuosität kam ihm bei den schnellen Bebop Stücken sehr zu statten.
Ab 1944 trat er mit Tommy Dorsey und Artie Shaw auf und nahm mit Lester Young auf. Er spielte auch ab 1945 bei Boyd Raeburn (u. a. in dessen Boyd Raeburn meets Strawinsky), Lyle Griffin, Tom Talbert und Lucky Thompson. Wie Barney Kessel ging dann nach Los Angeles, wo er als gefragter Studiomusiker arbeitete und mit Parker, Lester Young, Teddy Edwards, Howard McGhee, Lionel Hampton und Wardell Gray spielte, u. a. auf den bekannten Dial-Sessions von 1946/47 mit Parker. 1947 nahm er für Dial auch mit einem eigenen Trio auf, zu dem Harry Babasin gehörte. Wegen seiner angegriffenen Gesundheit und persönlichen Gründen kehrte er 1948 nach Pittsburgh zu seiner Familie zurück. Er tourte zwar noch 1949 mit Johnnie Scat Davis und Artie Shaw, spielte 1952 mit den Lighthouse All Stars in Hermosa Beach und 1953 mit Charlie Spivak, verschwand dann aber für den Großteil der 1950er Jahre aus der Jazz-Welt.
Dazwischen lagen eine gescheiterte Ehe und gesundheitliche Probleme. 1954 wurde er in die Armee eingezogen. Weil er dort nicht zurechtkam, wurde er zeitweilig hospitalisiert und mit Elektroschocks behandelt, dann aber in psychisch labilem Zustand entlassen. Er machte danach zunächst keinen Versuch, in die Jazz-Szene zurückzukehren und arbeitete als Hotelpianist. 1956 überredete ihn der Trompeter Danny Conn wieder in Clubs aufzutreten. 1960 blieb er auf dem Weg nach Kalifornien durch eine Autopanne in Chicago hängen, wo er in Clubs spielend wieder auf sich aufmerksam machte. 1962 nahm er in Chicago das Album Dodo's Back auf (produziert von Jack Tracy für Argo), im selben Jahr spielte er zwei Platten mit Gene Ammons bzw. mit dem Trompeter Bill Hardman ein. Danach trat er  noch gelegentlich abwechselnd in Chicago und Pittsburgh auf, zuletzt 1968 in seiner Heimatstadt Pittsburgh. Durchreisende Musiker wie Dave Brubeck, die nach der Bebop-Legende fragten, konnten ihn noch manchmal zu einem Auftritt überreden. Seine letzten Jahre verbrachte er psychisch krank (er hatte einen möglicherweise Parkinson-bedingten Tremor, der aber beim Klavierspiel verschwand) und an Diabetes leidend im VA Medical Center in Lincoln-Lemington (einem Heim für Armee-Veteranen), wo er für Heimbewohner und gelegentliche Besucher an einer Heimorgel spielte. 
In den 1990er- und 2000er-Jahren wurden seine Aufnahmen auf mehreren Alben (Dodos Bounce, 1991; The Chicago Sessions, 1995; Complete 'Dial' Sessions, 1996; Dodo Lives, 1997; Pittsburgh 1958, 1997; A Proper Introduction to Dodo Marmarosa: Dodo's Dance, 2004) teils neu, teils auch erstmals veröffentlicht. Insbesondere in den 1940er-Jahren war er aufgrund eines exzellenten Tons und eigenständigen Spiels nach dem Jazz Rough Guide als Pianist hervorragend und ließ „die meisten seiner zeitgenössischen Konkurrenten, leider aber auch sein Spätwerk, blaß aussehen“.

## Diskographie
- Up in Dodo's Room mit Miles Davis, Lucky Thompson, Howard McGhee, Teddy Edwards, Charlie Parker, u. a., 1946
- Raindrops mit Barney Kessel, 1946
- The Dial Masters, 1947
- Dodo's Back! mit Marshall Thompson (Schlagzeug), Richard Evans (Bass) u. a., 1961